# Lester Holt

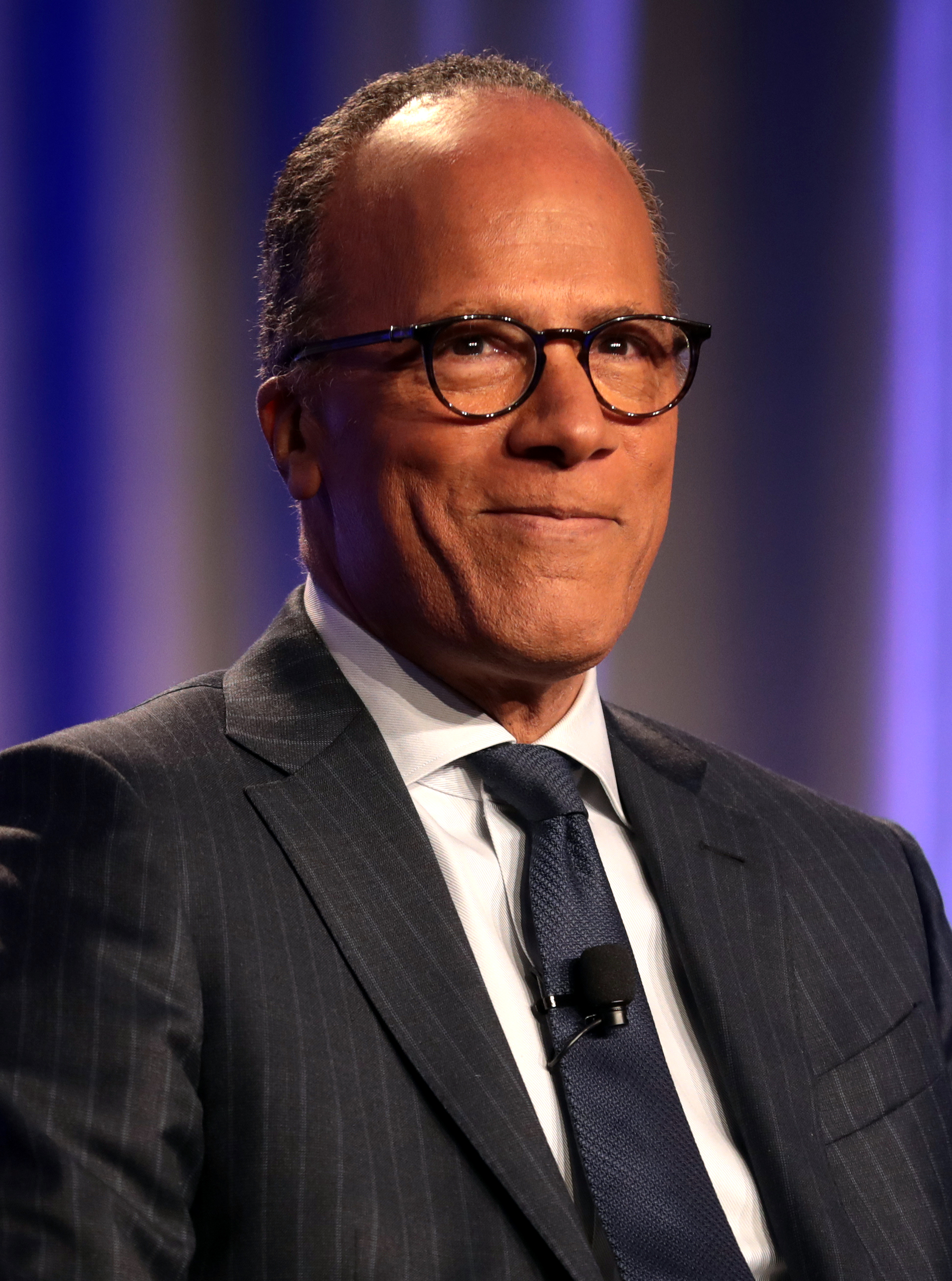
Lester Holt (2019)

Lester Holt (* 8. März 1959 in Marin County, Kalifornien) ist ein US-amerikanischer Journalist.

## Leben
Holt studierte an der California State University, Sacramento.  Von 1981 bis 1982 arbeitete er für WCBS als Reporter und von 1982 bis 1983 für KNCT als Reporter. Von 1981 bis 2000 war er als Journalist für den Fernsehsender CBS tätig. Seit 2000 arbeitet er als Journalist für NBC News sowie von 2007 bis 2015 für NBC Nightly News Weekend. Seit 2003 moderiert er die Wochenendausgabe von Today auf NBC. Seit 2015 ist Holt Moderator der werktäglichen Nachrichtensendung NBC Nightly News, nachdem Brian Williams beurlaubt wurde. Er ist der erste Afroamerikaner in einer vergleichbaren Position in den Hauptnachrichten.
Im September 2016 moderierte Holt das erste Fernsehduell der Präsidentschaftswahl zwischen Hillary Clinton und Donald Trump.
Holt ist mit Carol Hagen verheiratet und wohnt in Manhattan. Sein Sohn ist der Journalist Stefan Holt.

## Auszeichnungen und Preise (Auswahl)
- 1990: Robert F. Kennedy Journalism Award für seine Arbeit CBS's 48 Hours: No Place Like Home
- 2012: Ehrendoktor der Pepperdine University
- 2015: Ehrendoktor der California State University, Sacramento